# Schauenburg
Schauenburg is een gemeente in de deelstaat Hessen, in het district Kassel. Schauenburg telt 10.513 inwoners.

## Plaatsen in de gemeente Schauenburg
- Breitenbach
- Elgershausen
- Elmshagen
- Hoof
- Martinhagen

Ahnatal · Bad Emstal · Bad Karlshafen · Baunatal · Breuna · Calden · Espenau · Fuldabrück · Fuldatal · Grebenstein · Habichtswald · Helsa · Hofgeismar · Immenhausen · Kaufungen · Liebenau · Lohfelden · Naumburg · Nieste ·  Niestetal ·  Reinhardshagen · Schauenburg · Söhrewald · Trendelburg · Vellmar · Wesertal · Wolfhagen · Zierenberg